# Autovía A-43
Die Autovía A-43 (auch Autovía Extremadura–Comunidad Valenciana) ist eine Autobahn in Spanien.
Die Autobahn beginnt als A-41 in Ciudad Real und verläuft entlang den Städten Daimiel und Manzanares und den kleineren Städten Tomelloso und Villarrobledo. Sie endet in Atalaya del Cañavate, in der Provinz Cuenca. Dort hat man Anschluss an die A-3 nach Valencia und an die A-31 nach Albacete und Alicante.
Zwischen Ciudad Real und Daimiel verläuft die A-43 parallel zur N-420 und der N-430. Zwischen Daimiel und Manzanares verläuft sie parallel zur N-430. Im Abschnitt zwischen Manzanares und Atalaya del Cañavate verläuft sie parallel zur N-310.
Geplant ist, die A-43 bis zur A-5 in der Nähe von Mérida zu verlängern; ab Extremadura verläuft sie wieder parallel zur N-430.

## Streckenverlauf

### Abschnitte
| Bezeichnung                   | Strecke                                              | Kilometer | In Betrieb/Status (2017)      |
| ----------------------------- | ---------------------------------------------------- | --------- | ----------------------------- |
| N-430                         | Torrefresneda – Cruce Villanueva de la Serena        | 27+/-     | Machbarkeitsstudie ausstehend |
| EX-104 EX-322 EX-323 CM-4200  | Cruce Villanueva de la Serena – Almadén              | 135+/-    | Machbarkeitsstudie ausstehend |
| C-424 CR-4162 CR-4164 CR-4163 | Almadén – Puertollano                                | 63+/-     | Machbarkeitsstudie ausstehend |
| N-420                         | Variante de Puertollano                              | 12,6      | DIA-Genehmigung ausstehend    |
| A-41 A-43                     | Puertollano – Argamasilla de Calatrava Norte         | 9,05      | 2008                          |
| A-41 A-43                     | Argamasilla de Calatrava Norte – Poblete Süd         | 16,55     | 2006                          |
| A-41 A-43                     | Poblete Süd – Miguelturra                            | 9,98      | 2006                          |
| A-43                          | Miguelturra – Daimiel                                | 36,15     | 2003                          |
| A-41 A-43                     | Daimiel – Manzanares Noroeste A-4                    | 17,1      | 2005                          |
| A-41 A-43                     | Manzanares Noroeste – Manzanares Este                | 3,6       | 2009                          |
| A-41 A-43                     | Manzanares Este – Herrera de la Mancha               | 10,5      | 2007                          |
| A-43                          | Herrera de la Mancha – Argamasilla de Alba           | 9,58      | 2008                          |
| A-43                          | Argamasilla de Alba – Tomelloso                      | 16,2      | 2005                          |
| A-43                          | Tomelloso (CM-42) – Límite provincial CR-AB          | 14,3      | 2009                          |
| A-43                          | Límite provincial CR-AB – Villarrobledo              | 11,5      | 2009                          |
| A-43                          | Villarrobledo                                        | 24,7      | 2009                          |
| A-43                          | AP-36) San Clemente – Atalaya del Cañavate (A-3 A-31 | 29,06     | 2006                          |

### Verlauf
| Salida | Sentido Atalaya del Cañavate                           | Sentido Ciudad Real                                    | Salida |
| ------ | ------------------------------------------------------ | ------------------------------------------------------ | ------ |
|        | weiter als A-41                                        | Ende der A-41                                          |        |
| 1      | Ciudad Real nord N-401 Toledo                          |                                                        |        |
|        |                                                        | N-401 Toledo Ciudad Real Miguelturra                   | 2      |
| 4      | CM-4173 Miguelturra CM-45 Almagro Valdepeñas           | CM-4173 Miguelturra CM-45 Almagro Valdepeñas           | 4      |
| 9      | CR-511 Carrión de Calatrava Almagro                    | CR-511 Carrión de Calatrava Almagro                    | 9      |
| 15     | CR-5111 Torralba Bolaños CR-5112 Pozuelo               | CR-5111 Torralba Bolaños CR-5112 Pozuelo               | 15     |
| 26     | CM-4107 Daimiel Nationalpark Tablas de Daimiel Bolaños | CM-4107 Daimiel Nationalpark Tablas de Daimiel Bolaños | 26     |
| 30     | CM-4117 Daimiel Valdepeñas                             | CM-4117 Daimiel Valdepeñas                             | 30     |
| 33     | N-420 Puerto Lápice Madrid                             | N-420 Daimiel Puerto Lápice Madrid                     | 33     |
| 48     | N-430 Manzanares (oeste)                               | N-430 Manzanares (oeste)                               | 48     |
| 51     | E-5 A-4 Manzanares Córdoba Madrid                      | E-5 A-4 Manzanares Córdoba Madrid                      | 51     |
| 54     | N-310 Manzanares (este) N-430 Membrilla La Solana      | N-310 Manzanares (este) N-430 Membrilla La Solana      | 54     |
| 63     | Herrera de la Mancha                                   |                                                        |        |
|        |                                                        | Herrera de la Mancha                                   | 65     |
| 67     | N-310 Vía de Servicio                                  |                                                        |        |
|        |                                                        | N-310 Vía de Servicio                                  | 71     |
| 75     | N-310 Argamasilla de Alba Villarta de San Juan         |                                                        |        |
|        |                                                        | N-310 Argamasilla de Alba Villarta de San Juan         | 77     |
| 81     | CM-3115 Argamasilla de Alba Lagunas de Ruidera         | CM-3115 Argamasilla de Alba Lagunas de Ruidera         | 81     |
| 87     | Poligono industrial CM-3109 Tomelloso La Solana        | CM-3109 Tomelloso La Solana                            | 87     |
| 91     | CM-400 Tomelloso Albacete                              | CM-400 Tomelloso Alcázar de San Juan Albacete          | 91     |
| 95     | CM-42 Alcázar de San Juan Toledo                       | CM-42 Alcázar de San Juan Toledo                       | 95     |
|        | Provinz Albacete                                       | Provincia de Ciudad Real                               |        |
| 117    | CM-3111 Socuéllamos CM-3126 Sotuélamos                 | CM-3111 Socuéllamos CM-3126 Sotuélamos                 | 117    |
| 125    | CM-3123 Villarrobledo Ossa de Montiel                  | CM-3123 Villarrobledo Ossa de Montiel                  | 125    |
| 129    | CM-3121 Barrax CV-C4 Minaya Villarrobledo              | CM-3121 Barrax CV-C4 Minaya Villarrobledo              | 129    |
| 132    | Villarrobledo (ost)                                    | Villarrobledo (ost)                                    | 132    |
|        | Provinz Cuenca                                         | Provinz Albacete                                       |        |
| 144    | N-301 La Roda Albacete Ocaña Toledo                    | N-301 La Roda Albacete Ocaña Toledo                    | 144    |
| 147    | AP-36 Madrid Albacete                                  | AP-36 Madrid 147                                       |        |
| 149    | San Clemente (süd)                                     | Villarrobledo San Clemente sur                         | 149    |
| 155    | N-310 San Clemente (nord) Sisante                      | N-310 San Clemente (nord) Sisante                      | 155    |
| 162    | Vara de Rey Villar de Cantos                           | Vara de Rey Villar de Cantos                           | 162    |
| 172    | Atalaya del Cañavate Sisante                           |                                                        |        |
| 173A   | E-903 A-31 Albacete Alicante Murcia                    |                                                        |        |
| 173B   | E-901 A-3 Madrid                                       |                                                        |        |
|        |                                                        | E-903 A-31 Albacete Alicante Murcia                    | 173    |
|        | von E-903 A-31 (Richtung Valencia)                     | Beginn der E-903 A-3 (km 180)                          |        |